# サク・アクトゥン
サク・アクトゥン洞窟系（サック・アクトゥンとも、Sistema Sac Actun、ユカテコ語で「白い洞窟」を意味する）は、ユカタン半島のカリブ海沿岸に位置する水中洞窟系で、トゥルムの北と西を通っている。2018年にドス・オホス洞窟系 (Sistema Dos Ojos) とつながっていることが発見され、知られる範囲で世界最長の水中洞窟系であることが判明した。
洞窟からはマストドンとヒトの女性の骨が発見された。現在のところ、この地域に人類が居住していた最古の証拠になっている。

## 探検の歴史
洞窟の探検はトゥルムの5キロメートル西にある大セノーテから始められた。探検された洞窟はすべてキンタナ・ロー州トゥルムに位置している。
2007年、水中洞窟のノホチ・ナフ・チチ洞窟系 (Sistema Nohoch Nah Chich) がサク・アクトゥンとつながって包摂され、それまでで最長の水中洞窟になった。
2011年1月には34キロメートルのアクトゥン・フ洞窟系をあわせてサク・アクトゥンは230.8キロメートルとなった。2017年5月には259.5キロメートルが探検され、270.2キロメートルのオックス・ベル・ハ洞窟系に次ぐ2番目の長さになった。2007年はじめ以来、キンタナ・ロー洞窟調査 (Quintana Roo Speleological Survey) においてこの2つの洞窟は世界最長の水中洞窟の座を争っていた。水のない洞窟部分を連結するとサク・アクトゥン洞窟系は364.4キロメートルとなり、メキシコ最長、世界で第2位の長さをもつ洞窟になる。
2018年、サク・アクトゥン洞窟系（当時は263キロメートル）と同じトゥルムのドス・オホス洞窟系（84キロメートル）に連結部があることが報告された。連結はダイバーで探検家のロバート・シュミットナーの主導する大マヤ帯水層プロジェクト(Gran Maya Aquifer, GAM)によって発見された。両者を合わせると世界最大の水中洞窟系になると報告された。

## 後期旧石器時代の骨
2008年3月、トゥルム洞穴学プロジェクト(Proyecto Espeleológico de Tulum)と全世界水中探検会 (Global Underwater Explorers) のダイバーであるアレックス・アルバレス、フランコ・アットリーニ、アルベルト・ナバの3人はアクトゥン・フのオジョ・ネグロ（Hoyo Negro、ブラックホール）と呼ばれる崩落部を探検した。深さ60メートルの所でマストドンの骨、43メートルの所でヒトの頭蓋骨を発見した。後者はこの地域にヒトが居住していた最古の証拠にあたる。後に頭蓋骨以外も発見されて12,000-13,000年前の15-17歳の女性であることが判明し、ギリシア神話の水の妖精であるナーイアスにちなんでナイアと命名された。